# Frans Aerenhouts
Frans Aerenhouts (Wilrijk, 4 juli 1937 – aldaar, 30 januari 2022) was een Belgisch beroepswielrenner van 1957 tot 1967.
Aerenhouts beschikte over een sterke eindsprint en won onder meer Gent-Wevelgem in 1960 en 1961. Hij was vooral eendagsrenner, maar werd anderzijds 17de in de Ronde van Frankrijk van 1961 en 12de in de Ronde van Spanje van 1963 waarin hij ook één ritzege behaalde.
Aerenhouts overleed op 30 januari 2022 in het ziekenhuis van Wilrijk. Hij werd 84 jaar oud.

## Belangrijkste overwinningen
1957
Ronde van Berlijn
1959
Omloop Mandel-Leie-Schelde
1960
Gent-Wevelgem
1961
Gent-Wevelgem
1963
12e etappe deel A Ronde van Spanje
1965
GP Stad Zottegem

## Resultaten in voornaamste wedstrijden
| Jaar | Ronde van Italië | Ronde van Frankrijk | Ronde van Spanje |
| ---- | ---------------- | ------------------- | ---------------- |
| 1959 |                  |                     |                  |
| 1960 |                  |                     |                  |
| 1961 |                  | 17e                 |                  |
| 1962 |                  |                     |                  |
| 1963 | opgave           | 42e                 | 12e (1)          |
| 1964 |                  | 75e                 | 31e              |
| 1965 |                  | 61e                 |                  |
| 1966 |                  |                     |                  |

| Jaar | Milaan-San Remo | Gent-Wevelgem | Ronde van Vlaanderen | Parijs-Roubaix | Luik-Bast.‑Luik | E3 Harelbeke | Waalse Pijl |  | WK op de weg |
| ---- | --------------- | ------------- | -------------------- | -------------- | --------------- | ------------ | ----------- |  | ------------ |
| 1958 |                 |               |                      |                |                 |              |             |  | 9e           |
| 1959 | 21e             | 11e           |                      | 9e             | 8e              |              | 36e         |  |              |
| 1960 |                 | Goud          | 69e                  | 6e             | 22e             |              |             |  | 18e          |
| 1961 |                 | Goud          | 19e                  | 11e            |                 | ↑            | Brons       |  |              |
| 1962 |                 | 19e           |                      | 7e             |                 |              | 19e         |  |              |
| 1963 | 71e             | 21e           | 32e                  | 26e            |                 |              |             |  |              |
| 1964 |                 | 63e           |                      | 31e            |                 |              |             |  |              |
| 1965 |                 |               | 16e                  |                |                 |              |             |  |              |
| 1966 |                 |               | 31e                  |                |                 |              |             |  |              |

## Ploegen
- 1958 –  Flandria
- 1958 –  Mercier-BP-Hutchinson
- 1958 –  Groene Leeuw-Leopold
- 1959 –  Mercier-BP-Hutchinson
- 1960 –  Mercier-BP-Hutchinson
- 1961 –  Mercier-BP-Hutchinson
- 1962 –  Mercier-BP-Hutchinson
- 1963 –  GBC-Libertas
- 1964 –  Mercier-BP-Hutchinson
- 1965 –  Mercier-BP-Hutchinson
- 1966 –  Mercier-BP-Hutchinson
- 1967 –  Mann-Grundig
- 1967 –  Romeo-Smith's